# Ptychochromoides itasy
Ptychochromoides itasy es una especie de peces de la familia Cichlidae en el orden de los Perciformes.

## Morfología
Los machos pueden llegar alcanzar los 12,3 cm de longitud total.

## Hábitat
Es una especie de clima tropical.

## Distribución geográfica
Se encontraba en África: centro de Madagascar.